# Mexobisium maya
Espèce
Mexobisium maya est une espèce de pseudoscorpions de la famille des Bochicidae.

## Distribution
Cette espèce est endémique du Tabasco au Mexique. Elle se rencontre à Teapa dans les grottes Grutas de Coconá.

## Description
La femelle holotype mesure 3,61 mm.

## Publication originale
- Muchmore, 1973 : The pseudoscorpion genus Mexobisium in Middle America (Arachnida, Pseudoscorpiones). Bulletin of the Association for Mexican Cave Studies, no 5, p. 63-72 (texte intégral).